# Walter Bensmann
Walter Bensmann (* 16. Mai 1938 in Holzhausen; † 28. Juli 2025) war ein deutscher Fußballspieler.

## Karriere
Walter Bensmann spielte in der Jugend des BSV Holzhausen. Von dort wechselte er 1954 in die Jugend des VfL Osnabrück. Nach einem Jahr Sperre spielte der Angreifer in der Saison 1955/56 bei den VfL-Amateuren, ehe er in der Saison 1956/57 in der Fußball-Oberliga Nord debütierte. Beim 1:1-Heimremis am 6. Januar 1957 gegen Holstein Kiel hatte er als Halbrechts im damals praktizierten WM-System neben Theo Schönhöft seinen Einstand in der Oberliga. In der Saison 1958/59 brachte es der technisch gewandte und kampffreudige Stürmer in 23 Ligaspielen auf 14 Tore. Als in der Saison 1960/61 der VfL den dritten Rang belegte, hatte auch der zwei Jahre jüngere Bruder Helmut 15 Spiele mit zwei Toren bestritten. Sein letztes Oberligaspiel für Osnabrück absolvierte Bensmann am 23. April 1961 beim 3:0-Heimerfolg gegen Altona 93 als Mittelstürmer. Nach insgesamt 87 Oberligaspielen mit 36 Toren unterschrieb der kaufmännische Angestellte einen neuen Vertrag bei Preußen Münster und wechselte damit in die Fußball-Oberliga West.
In Münster debütierte der Mann aus Osnabrück am 26. November 1961 beim Heimspiel gegen den Serienmeister 1. FC Köln. Münster gewann das Spiel vor 35.000 Zuschauern mit 1:0 Toren. Der Preußen-Angriff setzte sich dabei aus Hermann Lulka, Manfred Pohlschmidt, Harald Beyer, Bensmann und Winfried Geerken zusammen und hatte es mit den Defensivkräften Fritz Ewert (Torhüter), Ernst-Günter Habig, Fritz Pott, Hans Sturm, Leo Wilden und Karl-Heinz Schnellinger auf Seiten des alten und neuen Meisters aus Köln zu tun. Mit Münster gelang ihm in der letzten Saison der alten erstklassigen Oberliga, 1962/63, mit dem vierten Rang, der Sprung in die neu installierte Bundesliga zur Saison 1963/64. Am letzten Oberligaspieltag, den 11. Mai 1963, verloren die Preußen zwar mit 1:2 Toren beim Konkurrenten Meidericher SV – bei den „Zebras“ stürmten Werner Krämer, Heinz Versteeg, Hartmut Heidemann –, aber Münster war nicht mehr vom vierten Rang zu verdrängen. In 27 Rundeneinsätzen hatte Bensmann vier Treffer für Münster erzielt.
In der Bundesliga wurde er von Trainer Richard Schneider erstmals am 9. November 1963 bei der 2:4-Auswärtsniederlage beim Karlsruher SC eingesetzt. Es folgten zwei weitere Spiele gegen Hertha BSC und den Hamburger SV, ehe am 18. Januar 1964 sein vierter Bundesligaeinsatz beim Heimspiel gegen Eintracht Braunschweig auf dem Programm stand. In der 55. Minute prallten Eintracht-Torhüter Johannes Jäcker und Bensmann bei einem Luftkampf zusammen und der Preußen-Mittelstürmer schlug mit dem Hinterkopf auf dem gefrorenen Boden auf. Diagnose: Ein lebensgefährlicher Schädelbasisbruch. Danach endete Bensmanns Karriere als Fußballprofi. Braunschweig gewann das Spiel mit zwei Toren in der 83. und 87. Minute mit 2:0. Der Preußen-Angriff war mit Karl-Heinz Kiß, Pohlschmidt, Bensmann, Dagmar Drewes und Lulka aufgelaufen.
Seine Spielerkarriere war danach zwar beendet, aber Bensmann übte noch über viele Jahre das Traineramt im Amateurbereich aus. Stationen waren unter anderem sein Heimatverein BSV Holzhausen, Hilter und Borgloh.